# Risnjak
Risnjak je gorski masiv v zahodnem delu Gorskega kotarja na Hrvaškem.
Risnjak leži med Snježnikom (1506 m) na zahodu, reko Kolpo na severu, planino Drgomalj na vzhodu in avtocesto A6 Zagreb–Reka na jugu. Njegov najvišji vrh Veliki Risnjak doseže nadmorsko višino 1528 m. Ostali grebeni so: Južni Mali Risnjak (1448 m), Sjeverni Mali Risnjak (1434 m), Cajtnik (1406 m), Viljske stijene (1387 m), Bijele stijene (1194 m), Veliki Bukovac (1266 m) in drugi. V apnenčastem svetu so se oblikovali izraziti kraški pojavi, kot so uvale, vrtače, ponori in škraplje. Največji del planine pokrivajo gozdovi, v katerih prevladujejo sestavi bukev, jelke, smreke in belega javorja. Tu živijo medvedi, risi, gamsi, jeleni, srne in divje svinje.
Na področju Risnjaka je bil leta 1953 ustanovljen Narodni park Risnjak. Pod vrhom stojita planinska koča Schlosserjev dom in meteorološka postaja Veliki Risnjak.